# Клір-Спрінг (Меріленд)
Клір-Спрінг (англ. Clear Spring) — місто (англ. town) в США, в окрузі Вашингтон штату Меріленд. Населення — 372 особи (2020).

## Географія
Клір-Спрінг розташований за координатами 39°39′22″ пн. ш. 77°55′51″ зх. д. / 39.65611° пн. ш. 77.93083° зх. д. (39.656124, -77.930779).  За даними Бюро перепису населення США в 2010 році місто мало площу 0,29 км², уся площа — суходіл.

## Демографія
Згідно з переписом 2010 року, у місті мешкало 358 осіб у 157 домогосподарствах у складі 88 родин. Густота населення становила 1230 осіб/км².  Було 189 помешкань (649/км²).
Расовий склад населення:
| - 98,3 % — білих - 0,3 % — корінних американців - 0,3 % — чорних або афроамериканців - 0,3 % — азіатів |

До двох чи більше рас належало 0,8 %. Частка іспаномовних становила 0,6 % від усіх жителів.
За віковим діапазоном населення розподілялося таким чином: 19,8 % — особи молодші 18 років, 64,8 % — особи у віці 18—64 років, 15,4 % — особи у віці 65 років та старші. Медіана віку мешканця становила 42,3 року. На 100 осіб жіночої статі у місті припадало 92,5 чоловіків;  на 100 жінок у віці від 18 років та старших — 84,0 чоловіків також старших 18 років.
Середній дохід на одне домашнє господарство  становив 60 470 доларів США (медіана — 46 625), а середній дохід на одну сім'ю — 75 712 долари (медіана — 56 250). Медіана доходів становила 41 333 долари для чоловіків та 31 786 доларів для жінок. За межею бідності перебувало 12,2 % осіб, у тому числі 19,7 % дітей у віці до 18 років та 10,7 % осіб у віці 65 років та старших.
Цивільне працевлаштоване населення становило 188 осіб. Основні галузі зайнятості: освіта, охорона здоров'я та соціальна допомога — 19,7 %, будівництво — 18,1 %, виробництво — 12,8 %, роздрібна торгівля — 11,7 %.